# 鳇属
鳇属（學名：Huso，拉丁文原意为猪）是鱘科、鲟亚科下的一属，包含兩種產自歐亞大陸内部水域的大型软骨硬鳞鱼，即歐洲鰉與达氏鳇。牠們因鱼卵可制成珍贵食品鱼子酱而被人类大量捕捞，当前都已極度瀕危。
遗传学研究表明鳇属为多系起源，兩種鰉魚分別與不同的鱘屬魚類更為親近，因此有意见认为应将二者歸入鱘屬。